# Полиметилсилоксана полигидрат
Полиметилсилоксана полигидрат (ПМСПГ), или гидрогель метилкремниевой кислоты (торговое наименование — «Энтеросгель») — энтеросорбент, предназначенный для связывания в желудочно-кишечном тракте и выведения из организма токсических веществ различной природы, возбудителей заболеваний, метаболитов. Представляет собой однородную пастообразную массу белого или почти белого цвета, без запаха и без вкуса.

## История
Данный продукт был синтезирован в конце 1970-х — начале 1980-х годов И. Б. Слиняковой и И. М. Самодумовой в институте физической химии имени Л. В. Писаржевского (Киев), где с 1960-х годов разрабатывались теоретические основы формирования пористой структуры кремнийорганических адсорбентов с регулируемой пористой структурой и заданной химической природой поверхности, а также проводились работы по синтезу кремнийорганических адсорбентов — пористых полимеров полиорганосилоксанов. Впервые промышленный выпуск препарата был налажен на малом предприятии «Креома» в начале 1991 года. В 1994 году предприятие «Креома» зарегистрировала лекарственное средство с действующим веществом «гидрогель метилкремниевой кислоты» под названием «Энтеросгель», в том числе и в России (рег. свидетельство 94/158/6). В 1996 году это предприятие было расформировано, а на его технологической базе создано ЗАО «ЭОФ „Креома-Фарм“». Кроме того, предприятие организовало в РФ дочернюю компанию — ЗАО «Силма», на котором по лицензии «Креомы-Фарм» было запущено производство препарата в России. Препарат производства ЗАО «Силма» был зарегистрирован в качестве лекарственного средства и производился и реализовывался на территории РФ на основании регистрационных свидетельств 94/158/6, Р N001123/01-2002 и Р N001123/02-2003.
Благодаря активной рекламной кампании (в частности, в 2003 г. даже был среди 20 наиболее рекламируемых в прессе препаратов на Украине) препарат распространён в ряде стран (см. ниже). В мировой практике широкого применения не имеет, при этом только в России и СНГ (без Украины) ежегодно производится более 40 000 000 (сорока миллионов) доз, производитель — ООО "ТНК "СИЛМА"..
Изучение применения препарата проводилось совместно с медицинской службой Краснознаменного Киевского военного округа (полковник м/с, профессор Ф. Г. Новиков, полковник м/с Н. П. Безлюда). С того времени много клинических исследований, посвященных препарату, проводилось украинским и российским предприятиями на территории стран СНГ.
Препарат зарегистрирован в России и странах СНГ в качестве лекарственного средства, а в странах Европейского Союза, Сербии, Новой Зеландии — в качестве «медицинского изделия», так как продукт не всасывается в кровь и действует только в желудочно-кишечном тракте в качестве адсорбента, он подходит по Классификации Европейской Комиссии и регулятора Великобритании под соответствующее определение, в то время, как активированный уголь классифицируется как лекарственный препарат, что связано с меньшей безопасностью последнего [прояснить](англ. medical device class IIa; CE 1023 — Certificate No. 110058 QS/NB).
Распространяется, в частности, под торговой маркой «Энтеросгель». Оказывает энтеросорбирующее и дезинтоксикационное действие, применяется при острых и хронических интоксикациях различного генеза.

### Патентный спор
В 2016 году украинская фирма инициировала патентный спор с ООО «ТНК „Силма“», которое является производителем препарата под этим названием в РФ и поставляет продукцию во многие страны мира. С октября 2006 года (дата подачи заявки в ЕАПО) украинская фирма имеет евразийский патент на способ получения сорбента, действующий на территории Азербайджана, Армении, Белоруссии, Казахстана, Киргизии, Молдавии, Таджикистана и Туркмении. Патент действовал также на территории России, однако 5 мая 2017 года ФИПС признал патент недействительным на территории этой страны. С 31.10.2019 г. действие евразийского  патента было досрочно прекращено из-за неуплаты в установленный срок пошлины за поддержание евразийского патента в силе. Украинская сторона считала, что препарат «Энтеросгель» производится «Силмой» с нарушением её прав. Ряд судов разных инстанций в РФ, в Казахстане, на Украине и в других странах признал претензии украинской стороны необоснованными.

## Общие сведения
Энтеросгель (ПМСПГ) или гидрогель метилкремниевой кислоты — полимерное гелевидное кремнийорганическое соединение. Гель диспергирован в воде до частиц размером не более 300 мкм. Препарат представляет собой суспензию.

### Микроструктура
На основе электронно-микроскопических исследований установлено, что гелеобразующая матрица имеет глобулярное строение и состоит из ансамбля сросшихся глобул. Глобулы, связываясь между собой силоксановыми связями, формируют поры. Поры представляют собой пространства между глобулами. Поры заполнены водой. Размеры пор ограничены. Наличие метильных групп на поверхности обеспечивают его гидрофобные свойства. Частицы Энтеросгеля (ПМСПГ), как правило, образуют непрерывную сеть в суспензии для уменьшения взаимодействия гидрофобных групп SiCH3 с водой. Эти частицы можно рассматривать как двумерные листы, а не трёхмерные твёрдые частицы. Водные суспензии полиметилсилоксана полигидрата характеризуются высокой вязкостью.

### Механизм действия
Физико-химические свойства Энтеросгеля (ПМСПГ) определяет его поглотительные и защитные свойства:
1. Прочная пористая структура гелеобразующей матрицы определяет поглотительные способности по механизму молекулярной адсорбции и позволяет преимущественно адсорбировать среднемолекулярные токсические вещества и метаболиты (например, билирубин, продукты распада белков)[25][26][27].
2. Благодаря гелевидной консистенции:
  - поглощает высокомолекулярные токсические вещества по механизму соосаждения в геле (например, бактериальные токсины)[28][29];
  - проявляет защитные свойства, — эластичные гелевидные частички препарата образуют слой на поверхности слизистых оболочек. Этот слой предохраняет слизистые от воздействия различных повреждающих факторов, его защитные свойства проявляются универсально, — в кишечнике, и на поверхности слизистых других органов[30].

Поглощает токсические вещества, образующиеся в желудочно-кишечном тракте, а также токсические вещества, попавшие в желудочно-кишечный тракт из окружающей среды (например, этиловый спирт). Также предотвращается обратное всасывание токсических веществ и метаболитов, выделившихся в просвет кишечника из крови, а также поступивших в кишечник с жёлчью.
В эксперименте in vitro уменьшал продукцию стафилококкового энтеротоксина и ингибировал рост возбудителя Staphylococcus aureus.
Снижал образование малонового диальдегида и повышал интегральную антирадикальную активность при токсическом поражении печени в эксперименте in vivo.
Благодаря адсорбции в ЖКТ, способствует снижению уровня сахара и гликозилированного гемоглобина в крови, устранению липидного дистресс-синдрома, включая диабетическую дислипидемию, улучшает энергетические процессы в тканях печени в условиях экспериментального диабета.
Энтеросгель (ПМСПГ) прочно связывает и выводит патогенные бактерии и ротавирусы.
Доказано положительное значение применения Энтеросгеля (ПМСПГ) в качестве основы для мазей при лечении гнойных ран. Применение сорбционного дренажа приводит к снижению нагрузки на лимфатическую систему и удалению фрагментов нежизнеспособных тканей.
|  |  | Пояснения к рисункам 1. просвет кишечника 2. слизитая оболочка кишечника 3. метаболиты и токсические вещества 4. метаболиты и токсические вещества связаны энтеросгелем |

Обладающие повышенной вязкостью частички ПМСПГ покрывают участки слизистой и защищают её от повреждающего действия токсинов бактерий и различных активных химических соединений (напр. деконъюгатов солей жёлчных кислот, которые повреждают слизистую оболочку желудочно-кишечного тракта).

Необходимо отметить выраженную способность Энтеросгеля (ПМСПГ) к поглощению молекул липополисахарида. Крупные молекулы липополисахарида соосаждаются в геле и выводятся . Суточная доза ПМСПГ (Энтеросгель паста) связывает 410 мг ЛПС.
Липополисахарид (ЛПС), обладающий чрезвычайно высокой биологической активностью, содержится в наружной стенке всех грамотрицательных бактерий и выделяется только при разрушении бактерии, а поэтому его также называют эндотоксином (приставка эндо- означает внутри-, внутри бактерии). Основным резервуаром грамотрицательной микрофлоры и липополисахарида является дистальный отдел кишечника. В норме в кровоток попадает небольшое количество эндотоксина, так как стенка кишечника выполняет барьерную функцию и ограничивает поступление эндотоксина в кровоток. Большая часть (94 %) поступившего в кровь эндотоксина подвергается детоксикации в печени. Но небольшая часть эндотоксина, минуя печень, попадает в системный кровоток, поддерживая физиологическую концентрацию эндотоксина в крови (физиологическая эндотоксинемия).
Процесс проникновения эндотоксина в кровоток может усиливаться при возникновении различных повреждениях слизистой кишечника и при дисбактериозах, которые сопровождаются транслокацией бактерий и продуктов их жизнедеятельности в тонкую кишку, а также в результате индуцированной антибиотиками гибели грамотрицательной микрофлоры и выброса большого количества эндотоксина.
Особо необходимо подчеркнуть, что при различные стрессорные ситуации (тяжелый приступ стенокардии, ожог, травмы и т. д.) вызывают повреждение слизистой оболочки желудочно-кишечного тракта. Эти повреждения происходят из-за перераспределения энергетических и структурных ресурсов организма, то есть передачи из систем не участвующих в адаптации к стрессовому фактору, в системы обеспечивающие адаптацию. Увеличение концентрации эндотоксина в крови выше физиологической нормы приводит к патологическому состоянию — эндотоксиновой агрессии. Эндотоксиновая агрессия является универсальным фактором патогенеза заболеваний человека, развитие которого обусловлено избыточным поступлением в общий кровоток эндотоксина и недостаточностью эндотоксинсвязывающих систем (Таболин В. А., Яковлев М. Ю.). Избыток эндотоксина вызывает повреждение эндотелия в микроциркуляторных сосудах слизистой оболочки кишечника и приводит к развитию ишемии слизистой оболочки. Это, в свою очередь, вызывает дальнейшее повреждение слизистой и ослабления кишечного барьера.
Снижение до физиологического уровня эндотоксина в крови предотвращает повреждение стенки сосудов и восстанавливает нарушенное кровоснабжение слизистой оболочки кишечника, устраняет ишемию слизистой оболочки. Последнее, в свою очередь, способствует её регенерации и восстановление барьерной функции слизистой оболочки кишечника. Положительный эффект от применения Энтеросгеля (ПМСПГ) направлен в первую очередь на сохранение/восстановление энтерогематического барьера, на восстановление физиологического уровня эндотоксина и на разрыв порочного круга, развитие которого вызвано повреждением слизистой оболочки. Таким образом, развитие эндотоксиновой агрессии не происходит.
|  |  | Пояснения к рисункам Слева: В результате недостаточности кишечного барьера происходит увеличение концентрации ЛПС в кровотоке слизистой оболочки, что приводит к нарушению микроциркуляции и ишемии слизистой оболочки, её повреждению и дальнейшему развитию недостаточности кишечного барьера. Развивается эндотоксиновая агрессия. Справа: Применение Энтеросегеля (ПМСПГ) меняет ход событий на противоположный: снижается уровень ЛПС, восстанавливаются процессы микроциркуляции в слизистой оболочке кишечника, слизистая оболочка кишечника восстанавливается, функции кишечного барьера восстанавливаются (подробнее). |

## Фармакологическое действие
Фармакокинетика
Препарат не всасывается в желудочно-кишечном тракте, выводится в неизменённом виде в течение 12 часов.
Фармакодинамика
В просвете желудочно-кишечного тракта препарат связывает и выводит из организма эндогенные и экзогенные токсические вещества различной природы, включая бактерии и бактериальные токсины, антигены, пищевые аллергены, лекарственные препараты и яды, соли тяжёлых металлов, алкоголь. Препарат сорбирует также некоторые продукты обмена веществ организма, в том числе избыток билирубина, мочевины, холестерина и липидных комплексов, а также метаболиты, ответственные за развитие эндогенного токсикоза.
Основные показания
Эффективность и безопасность применения препарата по зарегистрированным показаниям постоянно мониторируется в рамках рутинного фармаконадзора согласно требованиям Евразийского Союза и Европейского Союза (GVP). Оцениваются результаты клинических рандомизированных исследований, включая двойные слепые плацебо-контролируемые, в России, СНГ, Европе, Африке и др. Завершено исследование в Великобритании RELIEVE IBS-D, которое получило множество национальных и международных премий за использование самых передовых технологий, и даже вошло в руководство по проведению клинических исследований департамента здравоохранения Англии 2023 (буквально: «…what good research practice looks like (как выглядит хорошая исследовательская практика)». Энтеросгель включен в клинические рекомендации государственных и негосударственных медицинских организаций специалистов в странах СНГ и Европе.
Энтеросгель (ПМСПГ) в соответствии с инструкцией по медицинскому применению используется у взрослых, включая беременных и кормящих женщин и детей для лечения и профилактики, включая использования для лечения нежелательных явлений при использовании других лекарственных препаратов:
- острых и хронических интоксикаций различного происхождения[68] (например, алкоголь[69], ботулизм[70], грибы[71][72]), включая вирусные[73] и бактериальные[74]. Так, например, в исследовании в Хорватии в качестве дополнительного лечения у женщин, получавших радио- и химиотерапию по поводу онкологических заболеваний органов малого таза, позволил уменьшить симптомы интоксикации (тошноту, рвоту и проч.)[75].
- гипербилирубинемии (вирусные гепатиты[76])[77][78][79], в том числе у новорожденных при гемолитической болезни[80].
- хронической почечной недостаточности (гиперазотемии)[81][82].
- аллергических заболеваний, например, атопического дерматита[83][84].
- гастроэнтерологических заболеваний[85][86]. Так, рекомендован для лечения острой[87][88] (включая ротавирусную[89]) и хронической диареи[90], дисбактериоза, дисбиоза[91], включая диареи неинфекционного происхождения[92] и антибиотик-ассоциированные[93][94], в том числе для лечения синдрома раздраженного кишечника с диареей[95][96][97][98], что нашло подтверждение и в фармакоэкономических исследованиях как в России, так и за рубежом, например, в Италии[99].
- в акушерстве[100][101] и гинекологии[102] при острых и хронических инфекционно-воспалительных заболеваниях, поскольку разрешен к применению у беременных женщин[103][104].
- хирургической патологии (также и в экспериментальных целях, за пределами инструкции)[105].
- в дерматологии[106][107][108][109], при инфекционных болезнях[110] (ВИЧ/СПИД[111]), в кардиологии[112], колопроктологии[113], комбустиологии[114], космической медицине[115], наркологии[116], неврологии[117], нефрологии[118][119], онкологии[120][121][122], оториноларингологии[123], офтальмологии[124], паллиативной помощи[125], психиатрии[126], пульмонологии[127][128], радиационной медицине[129], реабилитации[130], реаниматологии[131][132], ревматологии[133], спортивной медицине[134][135], стоматологии[136], токсикологии[137][138], урологии[139], фтизиатрии[140], челюстно-лицевой хирургии[141], эндокринологии[142].
- Также используется для выведения тяжелых металлов[143][144][145], инкорпорированных радионуклидов, о чём свидетельствует клинический опыт после Чернобыльской катастрофы[146].

Использование в ветеринарной медицине
Полиметилсилоксана полигидрат (Энтеросгель, Энтерозоо) широко используется в ветеринарной медицине, что подтверждает фармакологическую эффективность препарата, поскольку в ветеринарии не так явно прослеживаются плацебо и ноцебо эффекты. У животных приблизительно по тем же показаниям, что и в медицине, используется в следующих случаях:
- Подготовка к исследованиям, например УЗИ у котов[150].
- Инфекционные заболевания, например, при парвовирусной инфекции у собак[151], микотоксикозе у кур[152].
- Хроническая почечная недостаточность, например, у котов[153]
- Заболевания гастроэнтерологического тракта, например у телят[154], собак[155].
- Лечение и профилактика заболеваний рыб[156].

В промышленном животноводстве:
- Лечение инфекционно-воспалительных заболеваний, например, лечение абомазоэнтерита у телят[157], мастит у коров[158].
- У новорожденных для лечения диареи, например, поросят[159], преодоления критического периода новорожденности у телят[160], у цыплят[161], утят[162].
- Повышение продуктивности, укрепление здоровья животных, например, овец[163].
- Повышение производительности, например, повышения качества спермы у хряков[164].
- Выведение радионуклидов (цезия, стронция) из организма животных[165].
- Профилактика заболеваний и отравлений[166].

В эксперименте показал эффективность в лечении перитонита у крыс, язвенной болезни у собак.
- Сорбенты
- Энтеросорбенты

## Комментарии
1. ↑  Молдавия денонсировала Евразийскую патентную конвенцию с 26 апреля 2012 года, однако признаёт евразийские патенты, выданные до этой даты (см.<!https://web.archive.org/web/20161229101613/http://www.eapo.org/ru/members.html-->)